# 珍妮弗·拉夫
珍妮弗·拉夫（娘家姓：Kedzie，1979年—）是一位美国遗传学家，堪萨斯大学人类学教授，美国人类学遗传学协会会长，研究与古印地安人有关的人类遗传学。